# Пратња (филм)
Пратња (енгл. Companion) је амерички научнофантастични психолошки трилер из 2025. године, режисера и сценаристе Друа Хенкока. Главне улоге у филму тумаче Софи Тачер, Џек Квејд, Лукас Гејџ, Меган Сури, Харви Гиљен и Руперт Френд. Радња прати групу пријатеља који преко викенда одлазе у удаљену колибу, где њихов одмор креће низбрдо када један од њих буде убијен.
Филм је у америчким биоскопима изашао 31. јануара 2025. године, односно дан раније у Србији. Наишао је на позитивне рецензије критичара и зарадио преко 36 милиона долара широм света.

## Радња
Млада жена, Ајрис, присећа се првог сусрета са својим дечком Џошом. Касније, њих двоје заједно путују у изоловану кућу на језеру где се већ налазе њихови пријатељи: Кет, Илај и Патрик, који су у вези, и Сергеј, Кетин дечко и власник куће. Следећег дана, Сергеј покушава да силује Ајрис на језеру, али га она убија у самоодбрани. Прекривена крвљу и у паници, враћа се у кућу покушавајући да објасни шта се догодило. Џош јој мирно каже: „Ајрис, иди да спаваш”, чиме је гаси.
Ајрис се буди везана за столицу, а Џош јој саопштава да је она роботска пратња коју он изнајмљује од компаније Empathix и да њеним емоцијама и интелигенцијом може управљати преко апликације на телефону. Кад Џош изађе из собе, Ајрис успева да се ослободи, украде му телефон и побегне у оближњу шуму како би повећала своју интелигенцију са 40% на 100%. Џош признаје Илају и Патрику да је модификовао Ајрис, онемогућивши јој неспособност да повређује и појачавши јој агресију, како би убила Сергеја и тиме омогућила њему и Кет да украду 12 милиона долара из његовог сефа. Илај и Патрик су позвани у кућу како би поткрепили њихову причу, али Џош и Кет инсистирају да Патрик не добије део новца, јер је и он само роботска пратња.
Илај узима пиштољ из Сергејевог сефа, а група се раздваја у потрази за Ајрис. Патрик признаје Илају да зна да је робот, али да га и даље воли. Патрик и Илај проналазе Ајрис, али у борби она пуца и убија Илаја. Ајрис покушава да побегне у Џошовом самовозећем аутомобилу, али Џош користи Сергејев телефон како би пријавио возило као украдено, што узрокује да се заустави и закључа Ајрис унутра. Џош ресетује Патрика да буде његова пратња, онемогућава му неспособност за насиље, појачава му агресију и наређује му да пронађе и врати Ајрис.
Ајрис успева да изађе из аутомобила, али је зауставља полицајац. Међутим, Патрик га убија и одвози Ајрис назад у кућу. Кет, згрожена Џошевим поступцима, покушава да побегне са својим делом новца, али је Патрик убија. Џош позива Empathix да дођу по заробљену Ирис, тврдећи да је неисправна, а затим јој држи бесну тираду о томе како је он „добар момак”. Када му се Ајрис подсмева, он јој смањује интелигенцију на 0%, претварајући је у бесвесну машину, и прво је приморава да свећом запали своју руку, а затим јој наређује да се упуца у главу, што она и чини, искључујући се.
Када стигну радници Empathix-а, Сид и Теди, они обавештавају Џоша да роботи те компаније снимају све што доживе и да су снимци похрањени у њиховом стомачном делу; хитац је само онемогућио Ајрисину Wi-Fi везу. Џош наређује Патрику да убије раднике и врати Ајрис. Патрик убија Сида, али пре него што може да убије Тедија, Ајрис се у потпуности рестартује и подсећа Патрика на његову љубав према Илају, чиме га убеђује да поштеди Тедија. Сломљеног срца, Патрик извршава самоубиство електрошоком.
Захвалан, Теди даје Ајрис пуну контролу над собом, ослобађајући је зависности од апликације. Ајрис се враћа у кућу и након жестоке борбе коначно убија Џоша електричним вадичепом. Следећег јутра, скидa спаљену „кожу” са своје руке, откривајући метал испод. Док одлази са Сергејевим новцем, у пролазу примећује мушкарца који вози аутомобил са роботском пратњом идентичним њој. Ајрис се осмехује и маше роботском руком, на шта јој други робот збуњено узвраћа поглед.

## Улоге
| Глумац           | Улога              |
| ---------------- | ------------------ |
| Софи Тачер       | Ајрис              |
| Џек Квејд        | Џош                |
| Лукас Гејџ       | Патрик             |
| Меган Сури       | Кет                |
| Харви Гиљен      | Илај               |
| Руперт Френд     | Сергеј             |
| Џабуки-Јанг Вајт | Теди               |
| Мет Макарти      | Сид                |
| Марк Менчака     | полицајац Хендрикс |